# Dictionnaire historique de la langue française

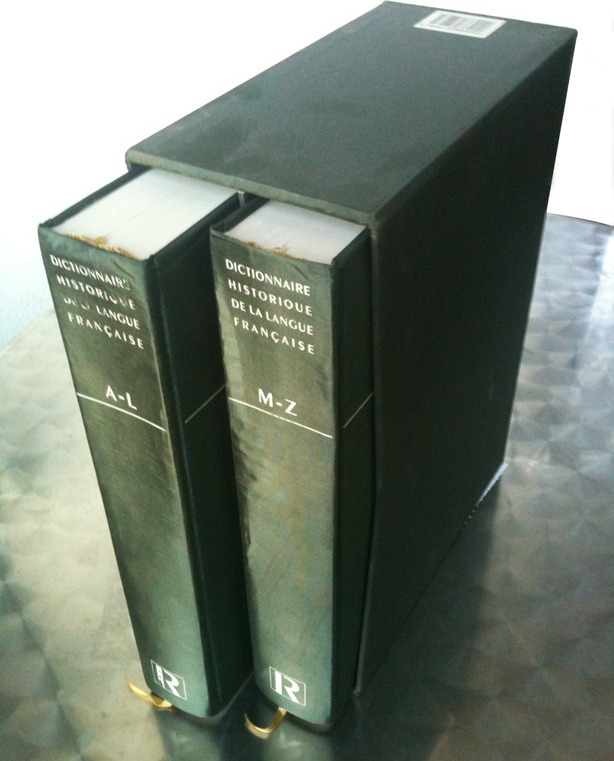
Dictionnaire historique de la langue française (Ausgabe 1995)

Der Dictionnaire historique de la langue française (Kürzel: DHLF) ist ein etymologisches Wörterbuch neuen Typs der französischen Sprache. Es erschien erstmals 1992 im Verlag Le Robert. Der Herausgeber und Hauptautor war Alain Rey. Das Wörterbuch ist nicht zu verwechseln mit dem Dictionnaire historique de la langue française der Académie française.

## Zielsetzung und Erfolg
Das bedeutende vielbändige Französische Etymologische Wörterbuch von Walther von Wartburg ist selbst dem gebildeten Franzosen in dreierlei Hinsicht verschlossen. Es steht nur in den größten Bibliotheken, es ist auf Deutsch verfasst und es ist so angelegt, dass man Fachmann sein muss, um es benutzen zu können. In dieser Situation fühlte sich der gestandene Lexikograf Alain Rey herausgefordert, die Bedeutungsgeschichte jedes einzelnen Wortes dem gebildeten französischen Publikum, das sich traditionell dafür brennend interessiert, in verständlicher Form und nach dem Stand der Forschung zu erzählen, statt wie üblich in lexikografisch verklausulierter Form darzubieten.  Sein Wörterbuch Dictionnaire historique de la langue française, das 1992 in zwei Bänden auf 2304 eng bedruckten großformatigen Seiten erschien, war sofort ein Verkaufsschlager und erscheint derzeit bereits in 8. Auflage. Bei der Anfertigung konnte er sich auch auf den Reichtum an historischer Beschreibung im Grand Robert de la langue française stützen, was ebenso für die aufgenommene Idiomatik gilt.

## Editionsgeschichte
- 1. Auflage. Zusammen mit Marianne Tomi, Tristan Hordé und Chantal Tané. 2 Bände. 1992.
- 2. ergänzte Auflage. 2 Bände. 1995.
- 3. ergänzte Auflage. 3 Bände. 1998.
- 4. ergänzte Auflage (zusammen mit Tristan Hordé). 2 Bände. 2000.
- 5. Auflage. 3 Bände. 2006.
- 6. ergänzte Auflage. 1 Band. 2010.
- 7. ergänzte Auflage. 2 Bände. 2016.
- 8. ergänzte Auflage. (angekündigt für 2022). (von Alain Rey bis M ergänzt)